# Josef Pazourek
Josef Pazourek (3. ledna 1862 Hořice – 26. listopadu 1933 Praha-Královské Vinohrady) byl český pedagog, ekonom národohospodář, právník a kronikář.
V národohospodářské oblasti působil takřka 40 let. Je považován za průkopníka moderního účetnictví a vysokého obchodního školství. Stal se zároveň spolutvůrcem první české ekonomické encyklopedie, která je řazena ke klíčovým pramenům informací o ekonomickém myšlení a ekonomických poměrech v 1. čtvrtině 20. století v Česku a Evropě.
Stal se profesorem obchodních věd na ČVUT a docentem Karlovy university. V akademickém roce 1929–1930 byl rektorem Českého vysokého učení technického.

## Život
Josef Pazourek se narodil v podkrkonošských Hořicích do krupařské rodiny. V letech 1877–1880 studoval učitelský ústav v Hradci Králové. Jeho učitelská kariéra odstartovala v roce 1880, když začal učit na obecné škole chlapecké v rodných Hořicích. V Hořicích učil až do 15. září 1895, a to češtinu. Velmi intenzivně a houževnatě se sebevzdělával. Jako externista skládal v roce 1883 maturitní zkoušky na gymnáziu v Mladé Boleslavi.
V letech 1887–1893 uveřejnil řadu příspěvků krásné prózy v periodicích Lyra, Květy, Český venkov, Učitelské noviny a Národní listy. Soukromým vzděláním dosáhl roku 1894 aprobace na vyšší školy obchodní. V následujícím roce 1895 byl jmenován profesorem na obchodní akademii v Chrudimi a ještě téhož roku ředitelem nově otevřené obchodní akademie v Hradci Králové. V této funkci působil takřka 15 let (od školního roku 1895/1896 do 1909/1910). V době jeho hradeckého působení byl i členem kuratoria městského průmyslového muzea.
V polovině 90. let 19. století začal uveřejňovat odborné práce. Počínaje rokem 1900 začal vydávat první české účetnické periodikum Účetní Listy, v nichž se snažil zvýšit zájem o podnikové hospodářství z nejrůznějších hledisek. Přes vysoké pracovní nasazení a vypětí studoval práva na univerzitách a v Praze i Vídni a v roce 1904 získal titul doktora práv se zaměřením na otázky obchodní, národohospodářské a finanční. V roce 1907 habilitoval a stal se soukromým docentem české techniky v Praze. Z hradecké obchodní akademie, kde získal pro sebe i školu vysoké renomé, odešel roku 1909. Tehdy se na české technice jako první v Rakousko-Uhersku stal mimořádným profesorem obchodních věd. V roce 1912 se pak stal profesorem řádným. V letech 1912–1925 redigoval třísvazkový „Ottův obchodní slovník“ a sám do něj přispěl takřka 70 hesly z oblasti peněžní teorie a praxe (např. cena, peníze, měna, úrok, kurz, bankovní politika).
Na České technice vytvořil Ústav obchodních věd, který chápal jako základ budoucí Vysoké školy obchodní, jejíž zřízení začal velice usilovně připravovat a propagovat. Záměr se podařilo realizovat až za nových společenských poměrů po konci první světové války, za první československé republiky a po reorganizaci České vysoké školy technické v roce 1919. Pazourek podal hned po válce návrh na zřízení československé vysoké obchodní školy, který začalo Revoluční národní shromáždění projednávat v lednu 1919. V srpnu téhož roku přijal tento nejvyšší zákonodárný orgán zákon umožňující 19. října 1919 za účasti několika ministrů slavnostně otevřít při České vysoké škole technické (od září 1920 ČVUT) Vysokou školu obchodní (VŠO). Pazourek se stal i prvním děkanem VŠO a byl jím celkem tři akademické roky 1919–1920, 1920–1921 a 1926–1927). Za účelem seznámení se s organizací obchodních vysokých škol v zahraničí podnikl v létě 1920 studijní cestu po Belgii, Francii a Švýcarsku. V roce 1927 navštívil Spojené státy americké. Založil podpůrný fond pro posluchače VŠO. Zároveň věnoval trvalou pozornost věnoval sledování otázek soukromé ekonomiky, za jejíhož předního zakladatele v předmnichovské republice je považován. V akademickém roce 1929–1930 se stal rektorem ČVUT. Byl předním členem mnoha hospodářských a vědeckých institucí, včetně Poradního sboru pro otázky národního hospodářství.
V roce 1932 mu bylo uděleno čestné občanství v rodných Hořicích.
Zemřel v Praze krátce po odchodu na odpočinek 26. listopadu 1933.

## Vědecko-výzkumná činnost
Je autorem více než 2000 vědeckých pojednání. Ve své vědecko-výzkumné činnosti se věnoval zejména problematice tvorby cen (utváření tržní cenových poměrů), teorii peněz a měnové politice. V peněžnictví a účetnictví se podílel i na vzniku české terminologie. Zabýval se i popularizací vědeckých poznatků. Byl předsedou odborné rady Masarykovy akademie práce a častým hostem České národohospodářské společnosti. Pazourkova vědecká práce dokumentuje jeho všestrannost a široký odborný záběr a erudici v oblasti ekonomiky. Byl proti měnové reformě Aloise Rašína z března 1919. Zároveň se zařadil se mezi teoretiky, kteří zpochybnili nenahraditelnost zlatého standardu.

## Dílo
Byl autorem řady učebnic (např. Theorie i praxe účetních soustav) a redaktorem Ottova obchodního slovníku, v němž je autorem takřka 70 hesel.

### Výběr z díla
- Účetnictví podvojné a různé jeho způsoby (1901)
- Bilance akciových společností (1906)
- O bilancích. Extensní přednáška (1909)[10]
- Obilí v hospodářské politice a na světovém trhu (1910)[11]
- Taylorova soustava organisace práce (1913)[12]
- Peníze (1917)
- Náprava naší měny (1919)
- Theorie a praxe účetních soustav (1920)[6]